# 古川学園中学校・高等学校
古川学園中学校高等学校（ふるかわがくえん ちゅうがっこうこうとうがっこう）は、宮城県大崎市古川中里に所在し、学校法人古川学園が運営する、中高一貫教育を行う私立中学校・高等学校。
2003年4月に古川商業高等学校（ふるかわしょうぎょうこうとうがっこう）から、現校名の古川学園高等学校へ改称し、2008年4月に中学校を設立して中高一貫校となった。

## 概要
通称は「古学（ふるがく）」だが、年配者には旧校名の通称「古商（ふるしょう）」の呼び方が馴染み深い。
部活動では女子バレーボール部の強豪として知られ、多数の選手を輩出している（#バレーボールを参照）。

## 沿革
- 1954年 - 古川商業専修学校として4月1日付で設立（修業年限2年間）。10月1日付で古川高等商業学校（修業年限3年間）に改称。
- 1956年 - 学校法人石田学園 古川商業高等学校に改称（商業科、男女併学）。
- 1964年 - 学校法人名を古川学園に改称する。
- 1986年 - 一般コース、進学コースを設置。
- 1990年 - 普通科設置。
- 1994年 - 普通科にコース制導入（進学コース、総合コース）。
- 2003年 - 古川学園高等学校に改称。商業科を情報ビジネス科へ改称。
- 2004年 - 創立50周年記念式典を挙行。
- 2008年 - 古川学園中学校設立。
- 2011年 - 東日本大震災で被災し、南・北校舎が使用不能となる。仮設校舎を建設し対応。
- 2014年 - 新校舎が完成。
- 2020年 - 高等学校の普通科に「創志コース」を設置。
- 2023年 - 中学校にコース制導入（特別進学コース、スポーツ＆カルチャーコース）。
- 2026年 - 中学校コース改編実施、「難関突破コース」「夢実現コース」を設置。

## 学科・コース

### 中学校
中学校の生徒たちは、主要5教科の授業はコースごとに分かれて受けるが、実技教科の授業やホームルームはコースにかかわらず、同じ教室でともに学んでいる。

#### 難関突破コース
難関突破コースは、東京大学、東北大学、国公立医学科を目指すコース。前身である旧・特別進学コースとの違いは、土曜授業がなく部活動にも参加できる点である。平日は7限まで授業を行い高校の学習内容を先取りする。2014年3月に旧・特別進学コース第1期生が高校進学コースを卒業し、東京大学理科3類に1名、文科3類に1名が合格している。

#### 夢実現コース
夢実現コースは、探究活動や実用英語の学びを通して、将来の夢の実現と国公立大学現役合格を目指すコース。前身である旧・スポーツ＆カルチャーコースと比べ、進学指導により力を入れており、入試制度の多様化にも対応できる力を育てる。月・木は7時間、火・水・金は6時間授業を行い、学力と表現力をバランスよく伸ばす。中学校から本気で取り組んだ活動を高校でも継続できる環境が整っている。

### 高等学校

#### 普通科創志コース
進学コースとは異なり、部活動もありながら、あらゆる受験形態での大学進学にも力を入れている。総合的な探究の時間を週3時間設け、講演やオンラインの企業訪問などを通して、地域発展のためなすべきことを考える力をつける授業を行っている。また創志コースの生徒のみ放課後に参加できる「創志塾」があり、放課後も学校で学習に取り組むことができる。

#### 普通科進学コース
志望大学合格に向けた進学指導に力を入れている。キャッチフレーズは「心ある頭脳の育成」「燃える進学教育」。生徒・教師とも「絶対合格」と書かれた鉢巻を締めて授業を行うのが特徴。他学科・他コースとは異なり、土曜日も授業を行う。授業後の部活動は行わず、代わりに「進学研究会」と呼ばれる補習を毎日行っている。

#### 普通科総合コース
進学から就職まで対応できるよう、幅広い科目を学習する。普通科でありながら、資格取得にも力を入れている。

##### 情報ビジネス科
旧古川商業高校商業科時代と同様に、専門科目（商業科）に力を入れている。

## 主な部活動
- 女子バレーボール部
国分秀男監督時代は県大会以上の優勝150回。全国大会出場77回、うち全国制覇12回（私学大会2回を含む）。1999年には（春高バレー、インターハイ、国体）ですべて優勝し高校女子三冠を達成。1996年から1999年までは春高・インターハイとも4年連続決勝進出という高校バレー史上初の快挙を果たす。
岡崎典生監督時代（現在）は、2009年に私学大会で優勝。三大大会は決勝で敗れ準優勝となることが多かったが、2010年にインターハイ、国体を制し二冠となる。多くの全日本選手を輩出。2016年のリオ大会で同部初となる、2名の五輪選手が誕生した[2]。

そのほか、吹奏楽部、野球部、男子卓球部、女子ハンドボール部、男子バスケットボール部などが強豪として知られる。

## 学校行事
- 主な学校行事には、文化祭、スポーツ大会、体育祭、大学見学会、スキー教室などがある。
- 毎年5月に50kmを歩く「50キロ強歩大会」を実施する。

## 関東四校合同同窓会
- 本校・宮城県古川高等学校・宮城県古川黎明高等学校・宮城県古川工業高等学校の4校の、関東在住卒業生による同窓会を毎年1月に上野精養軒会館で開催している。近年、同じ大崎市内の大崎中央高等学校卒業生の参加を促す計画もある。

## 周辺
- アルプスアルパイン - 道路を挟んだ地区に古川開発センターがある。

## 交通アクセス
- JR古川駅から徒歩3分

## 著名な出身者
- 安藤康洋（元自転車競技選手）※日本代表：バルセロナ五輪
- 門脇真由美（女子競輪選手）
- 佐藤優（野球指導者、元プロ野球選手）
- 月路奏（元宝塚歌劇団：花組）
- 佐々木隆史（お笑い芸人・お笑いコンビエバースのボケ担当）

### バレーボール
現役選手
- 田代佳奈美（東レアローズ滋賀）※日本代表：リオ五輪 / 東京五輪
- 横田真未（PFUブルーキャッツ石川かほく）
- 横田紗椰香（クインシーズ刈谷）
- 吉田あゆみ
- 鴫原ひなた（クインシーズ刈谷）
- 上沢沙織（リガーレ仙台）
- バルデス・メリーサ（PFUブルーキャッツ石川かほく）
- アロンドラ・タピア ※ドミニカ代表：パリ五輪

引退選手・指導者・関係者
- 村田美穂
- 板橋恵 ※日本代表
- 菅山かおる（元インドア／ビーチバレー選手）※日本代表
- 羽根翠 ※日本代表
- 大沼綾子 ※日本代表
- 高橋めぐみ ※日本代表
- 西堀育実（元インドア / ビーチバレー選手）
- 平山恵
- 冨田寧寧
- 三上彩
- 今野加奈子
- 中野清香
- 藤田夏未 ※日本代表
- 大野果歩
- 大野果奈 ※日本代表
- 佐々木美麗
- 山田美花
- 西堀健実（元インドア／ビーチバレー選手）※ビーチバレー日本代表
- 佐藤あり紗 ※日本代表：リオ五輪
- 斎田杏

## 不祥事

### 高等学校必履修科目未履修問題
2007年12月に高等学校必履修科目未履修問題が発覚、普通科進学コースで6科目（情報A、倫理、地理A、家庭、書道、保健)の未履修教科目が判明した。